# Artur Karl Maerthesheimer

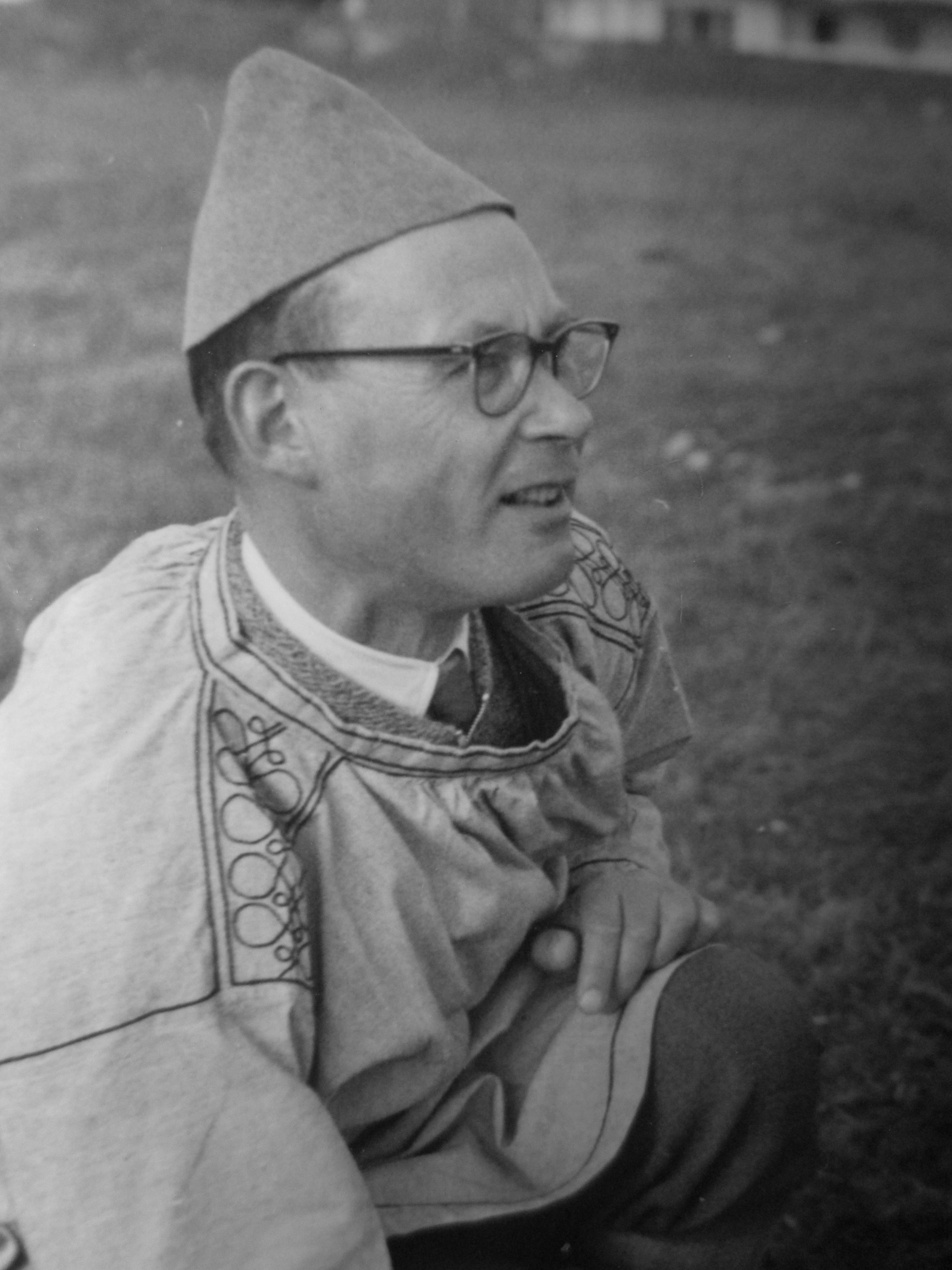
Artur Karl Maerthesheimer, 1961

Artur Karl Maerthesheimer (* 3. Oktober 1908 in Oggersheim; † 4. Juni 2006 in München) war ein deutscher Bildhauer. Sein Nachname findet sich manchmal auch in den Schreibweisen Märthesheimer oder Maertesheimer, seine Vornamen in den Schreibweisen Artur C. oder auch nur Artur.

## Leben

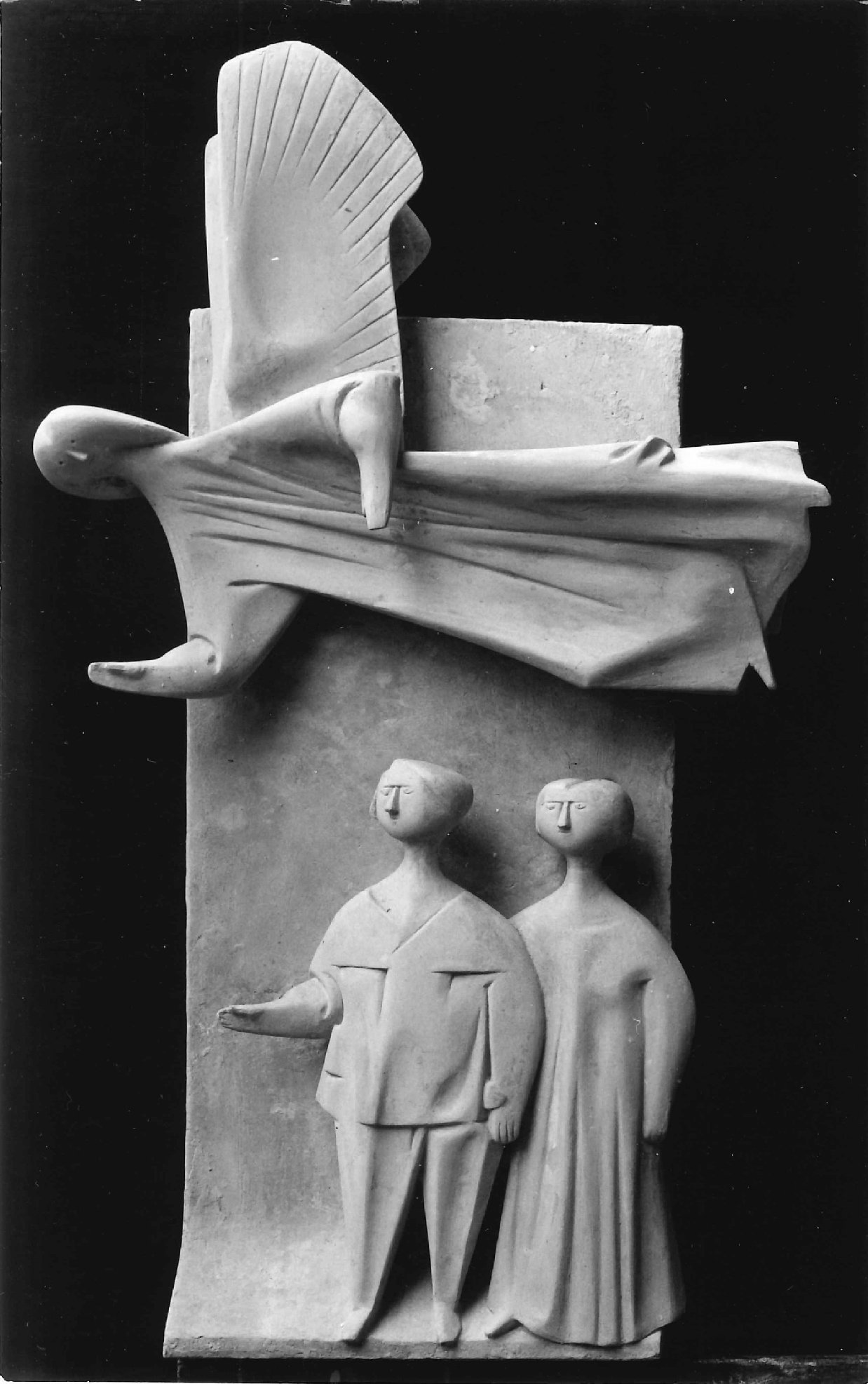
Artur Karl Maerthesheimer, Schutzengel, ca. 1961

Maerthesheimer entstammte einer Kaufmanns-Familie. Zunächst absolvierte er, dem Wunsch seines Vaters folgend, eine Lehre als Kaufmann und arbeitete als solcher. Von 1931 bis 1935 absolvierte er dann eine Lehre als Steinbildhauer an der Meisterschule für Handwerker in Kaiserslautern und studierte von 1935 bis 1941 an der Akademie der bildenden Künste München in der Bildhauerklasse von Hermann Hahn. Als für das Land wertvoll eingestuft, war er bis 1942 vom Kriegsdienst freigestellt, diente dann aber in Russland. 1946 studierte er ein Semester Bildhauerei an der Münchner Akademie bei Anton Hiller. Seitdem lebte und arbeitete er als freischaffender Künstler in München. 
Seit 1948 war er mit seiner Frau Ingeborg verheiratet. In vielen seiner Plastiken sind einer von beiden oder beide zusammen, insbesondere auch in den Gesichtern, wiederzuerkennen. Er spielte außerdem Klavier bzw. Clavichord mit einer besonderen Vorliebe für Johann Sebastian Bach und die Mannheimer Schule. Im hohen Alter beschäftigte er sich intensiv mit dem Mikroskopieren von Algen.

## Werk
Maerthesheimer schuf klassisch figürliche Skulpturen. Zudem war er Zeichner. In der Kriegszeit entstanden Kohlezeichnungen von Tundra-Landschaften. In den Aufbaujahren nach dem Krieg arbeitete  er für Kindergärten, Schulen und Kinderspielplätze. Neben den figürlichen Arbeiten schuf er auch Mosaiken, Keramiken und Fotografien.

## Preise
- 1954: Pfalzpreis für Plastik

## Ausstellungen
- 1939: Große Deutsche Kunstausstellung
- 1954–1958, 1960, 1961 1971: Große Kunstausstellung im Haus der Kunst München
- 1958: München 1869–1958. Aufbruch zur modernen Kunst im Haus der Kunst München (1958)

## Werke im öffentlichen Raum
- Städtische Kindertagesstätte, Stridbeckstraße 9, München: Märchenbilder auf farbigen, glasierten Keramikplatten, Zeichnungen auf Schiefertafeln
- Grundschule, Feldmochinger Straße 251, München: Brunnen mit drei Fasanen, 1963
- Städtische Kindertagesstätte, Perlacher Straße 116, München: Brunnen Fasanentränke
- Städtische Kindergarten, Dieselstraße 12, München: Relief-Plastik Sterntaler, 1972
- Grundschule, Gotzmannstraße 19, München: Brunnen mit Plastik Froschmensch, 1964
- Pfarrer-Wenk-Platz 1, Hohenbrunn: Brunnenfigur Flötenspieler, vermutlich 1964
- Ehemalige Max-Immelmann-Kaserne, Immelmannstr. 7, Manching: Bronze-Plastik Wassermann